# コヴェント・ガーデン

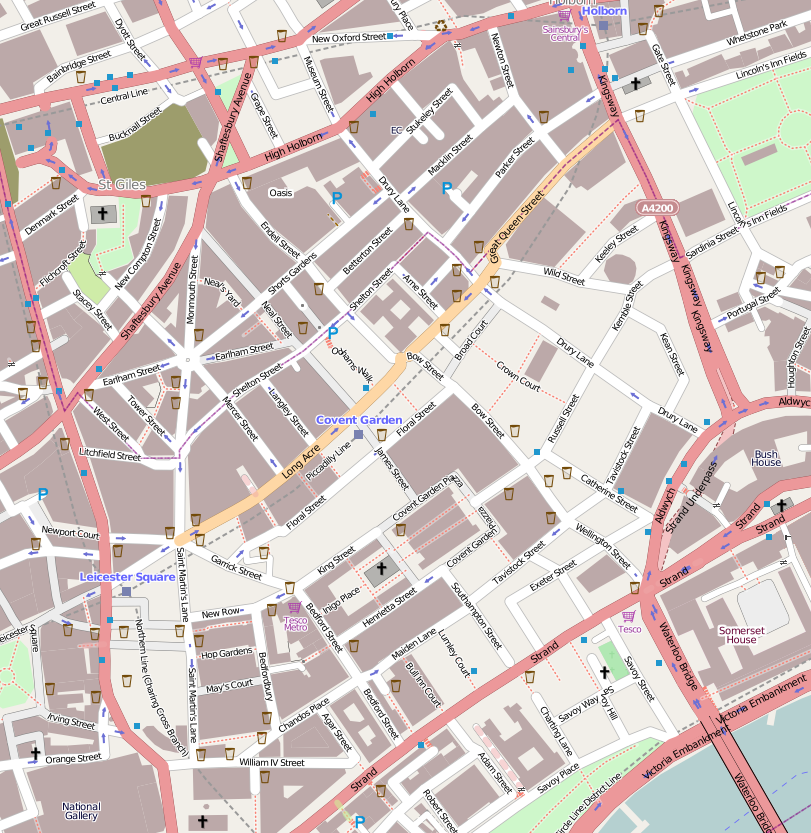
コヴェント・ガーデン

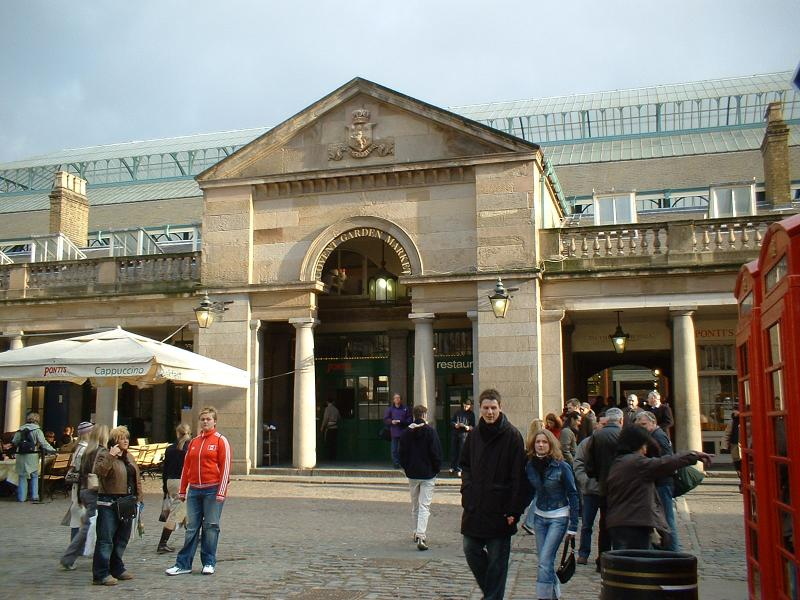
コヴェント・ガーデン・マーケット

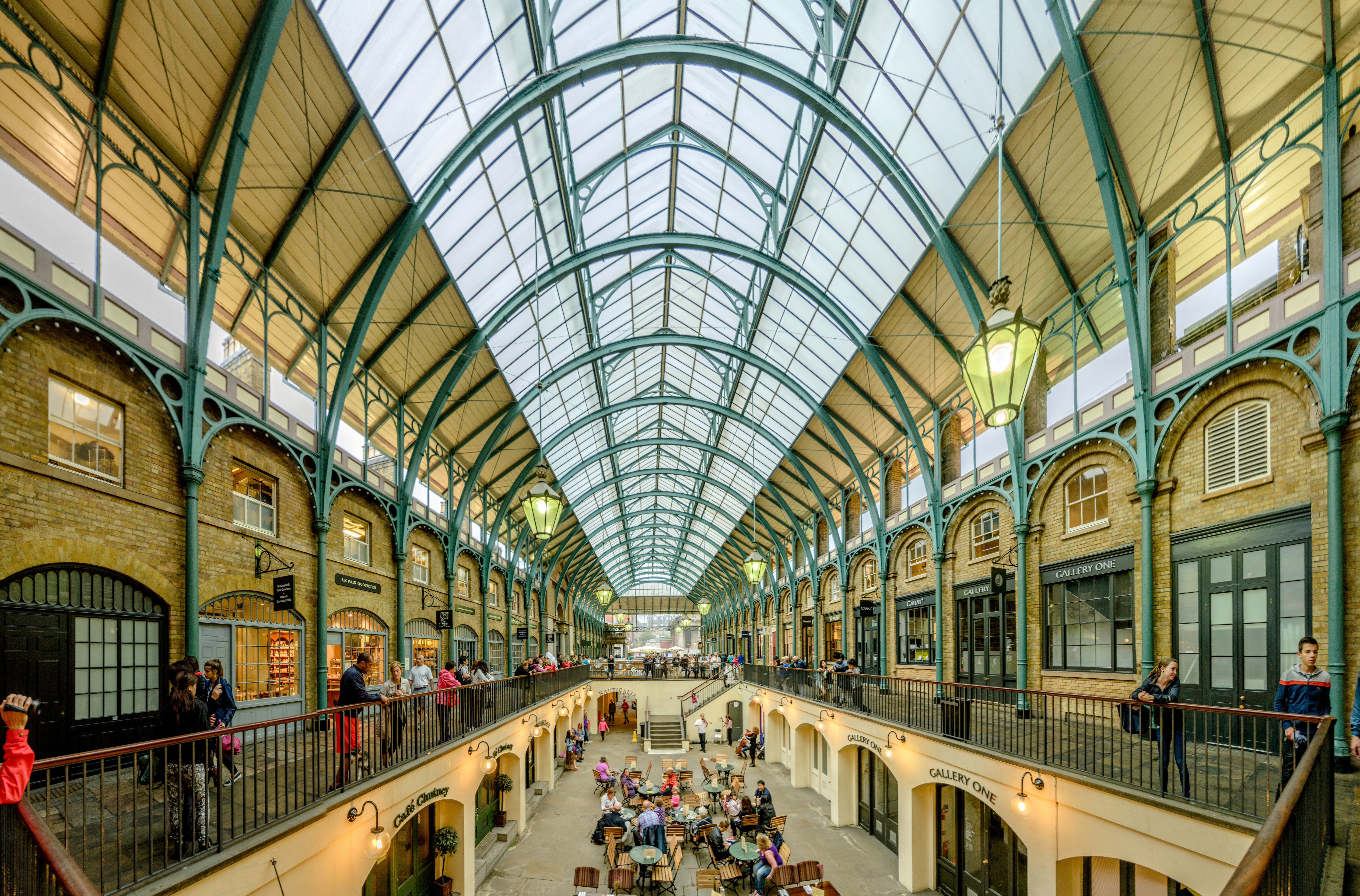
市場の内部

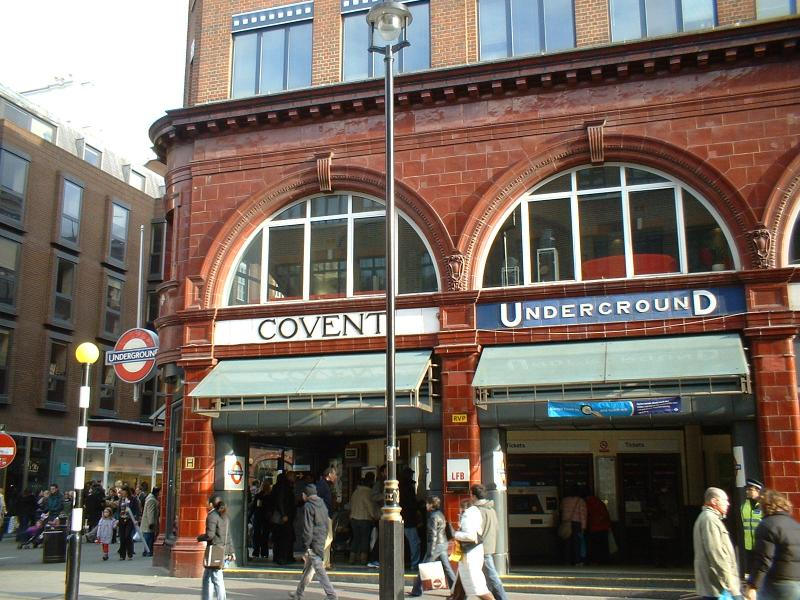
地下鉄駅への入り口

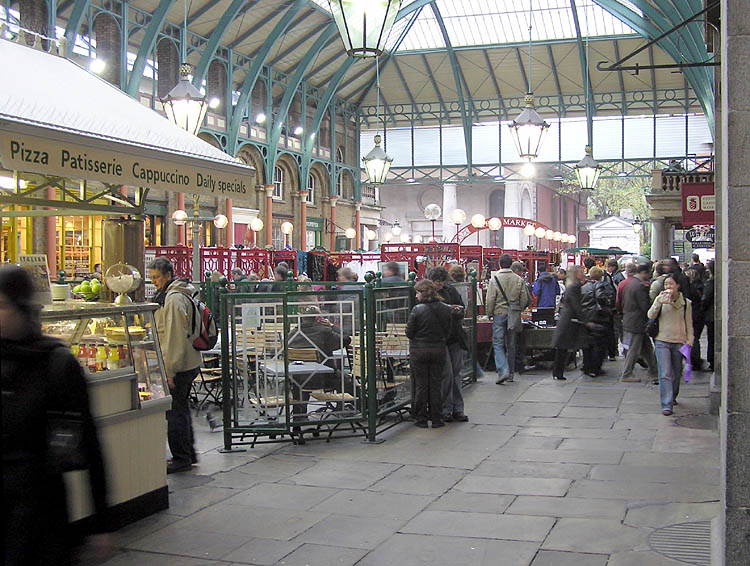
マーケット・ホール

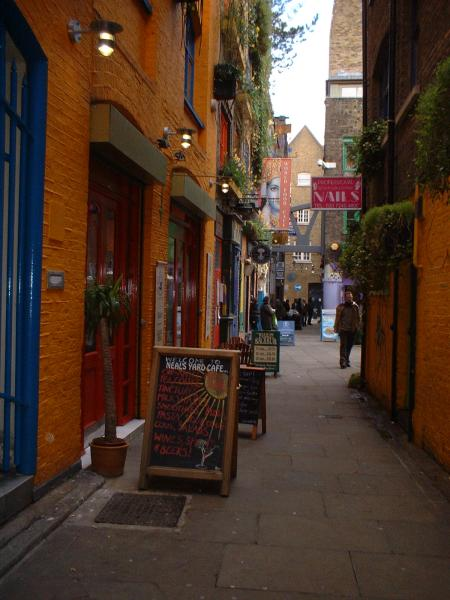
ニールズ・ヤード

コヴェント・ガーデン（Covent Garden）は、ロンドン中心部シティ・オブ・ウェストミンスター中に存在する地区。チャリング・クロスから500メートルほど北に位置する。商店や娯楽施設が立ち並び、常に人ごみで賑やかな場所である。ロイヤル・オペラ・ハウスを指してコヴェント・ガーデンと称することもある。
地区の周囲にはハイ・ホルボーン、キングスウェイ、ストランド、チャリング・クロス・ロードなどの道路が縦横に走っている。16世紀から1974年に至るまでは野菜や果物の卸売市場が置かれていた。市場はテムズ川の南岸ナイン・エルムズへと移転され、跡地はショッピング街として再開発されている。

## 歴史

### ローマ時代から16世紀まで
ローマ帝国においてロンドンがロンディニウムと呼称されていた時には既に人が居住していた。
イングランド国王ジョン (1199年 - 1216年) の時代にコンヴェント・ガーデン ("Convent Garden") と名付けられたが、時代が下るにつれ現在のようにコヴェント・ガーデン (Covent Garden) と書かれるようになった。当初はミドルセックスにおいて、東西をセント・マーティンズ・レーンとドゥラリー・レーンに、南北はフローラル・ストリートと、チャンドス・プレイスからエクセター・ストリートを経てオールドウィッチに至る線に囲まれた40エーカー (160,000 m2) ほどの地域が領域であった。
中世にはこの地区はウェストミンスター大修道院 (アベイAbbeyまたはコンヴェントConvent) の食料を賄う野菜畑 (Garden)として利用されていた。それから数世紀は修道院のみならずロンドンの住人が食べる野菜類はこのコンヴェント・ガーデンで作られていた。

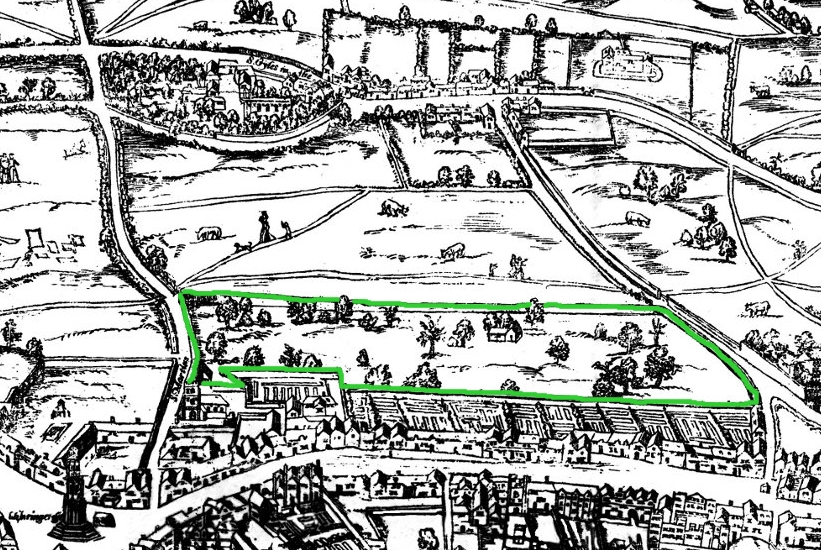
1572年

ウェストミンスターの修道院が食料を独占することを批判する声も時折あがっており、ヘンリー8世は1540年に僧院と所有地の解体を宣言している。土地は海軍総司令官を務めたラッセル男爵ジョン・ラッセル（後のベッドフォード伯爵）に与えられた。父の遺言を受けてエドワード6世は残りの土地を1547年に伯父である初代サマセット公エドワード・シーモアへと贈与し、シーモアはストランドの南にサマセット・ハウスを建設した。1552年にシーモアが反逆の罪で断首されると、土地は改めてシーモアの没落を手助けした貴族に贈与された。ベッドフォード伯へと譲渡された40エーカー (160,000 m2) ほどの土地はランド・パテントにより認可され、"le Covent Garden"および"the long acre"として知られている。

### 17世紀から19世紀

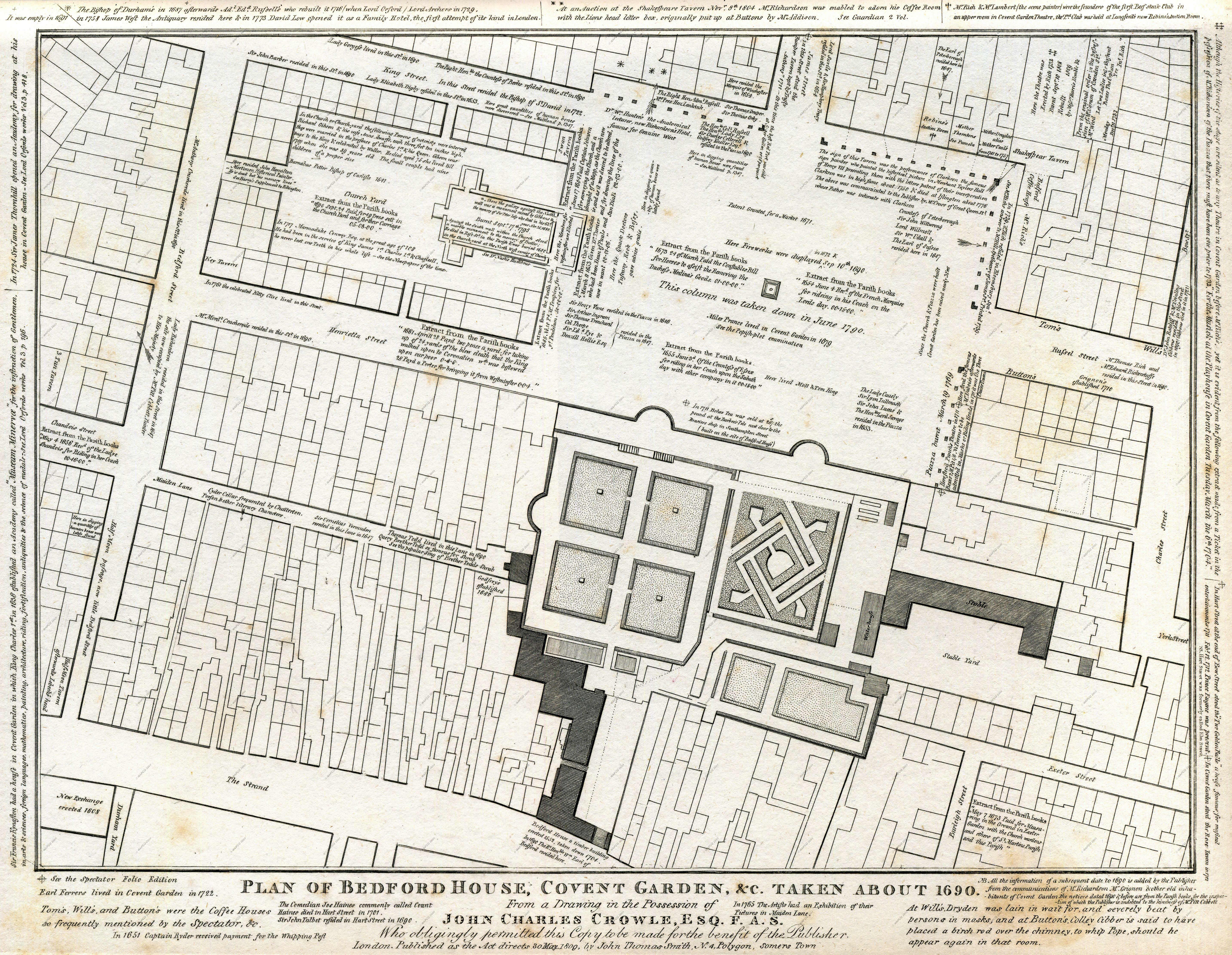
1690年のプラン

近世におけるコヴェント・ガーデンの歴史は17世紀に第4代ベッドフォード伯フランシス・ラッセルの手により土地が再開発された際に始まる。イングランドにおける初期ルネッサンスを代表する建築家であるイニゴ・ジョーンズにより市場が設計された。
地区はロンドンにおける食料市場として瞬く間に発展を遂げ、1666年のロンドン大火でロンドンの東に存在した市場が消失したため、イングランド最大のマーケットとしての地位を確固たる物にした。商品はテムズ川の水運を利用して運搬されていた。市場は活気であふれ、商人や買い物客を狙った娯楽も盛んとなった。人形劇『パンチとジュディ』が初めて言及されたのは、風変わり且つ詳細な奇書として知られるサミュエル・ピープスの日記中においてである。彼は1662年5月にコヴェント・ガーデンの広場で人形劇を見たと記している。現在ロンドンでストリート・パフォーマンスが許されているのはコヴェント・ガーデンだけである。

### 現代
1960年代になると周辺の道路における交通渋滞が堪え難いほどになり、市場へ商品を運び込むことが難しくなってきた。1973年に内務大臣のロバート・カーは市場周辺の建物を指定建造物 (listed building) に指定し、過度の開発を食い止めようとした。しかし翌年市場は3マイルほど南、テムズの南岸に位置するナイン・エルムズへと移転することを決定し、ニュー・コヴェント・ガーデンをそこに建設すると発表した。1980年にコヴェント・ガーデンは大改装を受け観光客を対象としたショッピングセンターへと生まれ変わった。付近にはロンドン交通博物館や、ロイヤル・オペラ・ハウスなども立ち並んでいる。
ジョージ・バーナード・ショーの戯曲『ピグマリオン』中では、オペラが終わりタクシーを待つ主人公ヒギンズ教授が花売りイライザ・ドゥーリトルと出会う舞台となっている。『ピグマリオン』を基にしたミュージカル『マイ・フェア・レディ』においてもこの場面は描かれており、映画版ではオードリー・ヘプバーン演じる主人公はコヴェント・ガーデンで野菜を手に取り歌っている。
1950年代に映画監督リンゼイ・アンダーソンはコヴェント・ガーデンを舞台にした短編映画『Every Day Except Christmas』を作成している。この映画では今は失われた市場での半日の様子を伺うことができる。
1972年のアルフレッド・ヒッチコック監督の映画『フレンジー』ではコヴェント・ガーデンのパブと野菜市場が取り上げられ、普段は果物を売っている連続殺人鬼を主人公として、野菜や果物を食べることとレイプ殺人との関係が暗喩されている。ヒッチコックはコヴェント・ガーデンで働いていた商人の息子であり、この地区で少年時代を過ごした。
市場付近のニール・ストリートにはパンク・ロックの聖地であるロキシー・クラブが存在する。
2005年からはハリウッドのウォーク・オブ・フェームを真似たアベニュー・オブ・スターズが作られている。

## 交通
ロンドン地下鉄の最寄り駅は次の通り。:
- コヴェント・ガーデン駅 (ピカデリー線)
- レスター・スクウェア駅 (ピカデリー線、ノーザン線)
- ホルボーン駅 (ピカデリー・ライン、セントラル線)
- エンバンクメント駅 (サークル線、ディストリクト線、ノーザン線、ベイカールー線)